# Fernand Legros
Pour les articles homonymes, voir Legros.
Fernand Legros, né le 26 janvier 1931 à Ismaïlia (Égypte) et mort le 6 avril 1983 à Chasseneuil-sur-Bonnieure (Charente), est un marchand d'art américain d'origine française.
Il fut condamné pour vente de faux tableaux dans les années 1970. Il est considéré comme un des plus grands faussaires du marché de l'art de la seconde moitié du XXe siècle.

## Biographie

### Jeunesse
Après une jeunesse passée en Égypte, Fernand Legros s'installe en France et acquiert par mariage la nationalité américaine, bien que ne cachant pas son homosexualité. D'abord danseur de ballet, il fréquente ensuite l'École du Louvre.

### Début de carrière
Dans les années 1950, Fernand Legros fait la connaissance du Hongrois Elemer Hoffman, qui se faisait, entre autres, appeler Elmyr de Hory, faussaire en peintures, avec qui il monte une affaire d'escroquerie de lithographies de grands peintres — notamment car celui-ci excellait dans l'imitation des signatures.
Français par son père, il épouse le 22 juin 1956 Phyllis Gina Jackson (dont il divorce rapidement), ce qui lui permet d'obtenir la citoyenneté américaine. 
Durant des années, il vend dans le monde entier des peintures d'Elmyr de Hory. Les collectionneurs floués par Legros se trouvent notamment aux États-Unis, tel Algur H. Meadows (en) auquel il vend 44 tableaux qui se révèlent faux. Il y eut aussi des personnes flouées en Amérique du Sud.

### Scandales et arrestations
À partir de 1963, Fernand Legros fait irruption sur la scène de l'actualité judiciaire et attire l'attention des médias après avoir vendu un faux Toulouse-Lautrec. Dès lors, il suscite la méfiance. En 1967, au cours d'une vente publique, la veuve du peintre Albert Marquet récuse une toile attribuée à son mari. La même année, à Tokyo et New York, des toiles de maître qui avaient été authentifiés par des experts ou les ayants droit perdent leur identité. Le collectionneur d'art Algur H. Meadows dépose plainte en France où un juge délivre un mandat d'arrêt international.
Original et flamboyant, d'une amoralité revendiquée, Legros devient un personnage médiatique, sa célébrité étant entretenue par la longueur de la procédure dont il fait l'objet. Il se déplace dans une Lincoln-bureau équipée d'un faux téléphone et d'un faux téléscripteur. Plus tard, grâce à la biographie romancée écrite par Roger Peyrefitte, le mythe enflera. 

### Incidents et emprisonnement
En avril 1968, il est interpellé à Genève. Après des démêlés avec Fernand Legros, et pour le faire inculper, Elmyr de Hory annonce publiquement être l'auteur de 80 faux. Ce n'est qu'en 1985 que, pour la promotion de son livre L'Amour du faux, Réal Lessard prétendra être l'unique copiste ayant travaillé pour Legros : durant une émission de télévision, il peint en direct cinq fauves, et donne sa version de l'affaire Legros. Au vu des œuvres peintes par Lessard, personne n'a cru à cette version, qui arrivait comme par hasard au moment de la promotion du livre. Un de ses grands contradicteurs fut le faussaire David Stein, dans une émission télévisée sur TF1 retentissante[réf. nécessaire] à l'époque. Legros avait écrit la préface du livre de David Stein, Le Roman d'un faussaire, paru chez Olivier Orban en 1972.
Assigné en résidence dans une clinique psychiatrique en Suisse, il craint l'extradition en France, si bien qu'il fuit vers le Brésil en 1972. Le 23 avril 1973, il est interpellé à Rio de Janeiro. Après un an de prison brésilienne, il est extradé en avril 1974 en France où il est incarcéré à la prison de la Santé. Libéré sous caution judiciaire le 3 juillet 1974, il prépare alors sa défense contre l'accusation d'escroquerie, de faux et usage de faux.
Le 3 juillet 1979, la 31e chambre du tribunal correctionnel de Paris condamne Legros à deux ans de prison ferme et 15 000 francs d'amende pour « recel en France, d'octobre 1964 à décembre 1966, de trente-deux faux tableaux » vendus ensuite à Meadows. Il ressort libre du tribunal, ayant déjà passé un temps équivalent sous les verrous en détention préventive. Mais en 1980, un accident de la circulation où un homme est blessé fait tomber son sursis, auquel s'ajoutent neuf mois de prison ferme. Legros est incarcéré durant sept mois.

### Dernières années et décès
Par la suite, il vit dans un dénuement quasi total dans une maison à Montmorency (Val-d'Oise) où il se consacre à de jeunes voyous récupérés en prison. Selon la biographie de Réal Lessard, il vit d'expédients à Paris, usant de sa notoriété et de son réseau d'amis pour tenter de perpétuer un fastueux train de vie qu'il ne peut plus se permettre.
Il a également été responsable de relations publiques, notamment au Warwick, un grand hôtel parisien, et a tourné dans quelques films.
Fernand Legros meurt en 1983, à 52 ans, dans la maison familiale de sa sœur à Chasseneuil-sur-Bonnieure en Charente, d'un cancer de la gorge et repose au cimetière communal.

## Le personnage dans des œuvres d'art
Fernand Legros apparaît dans trois films de Philippe Clair, Ces flics étranges venus d'ailleurs, Les réformés se portent bien et Comment se faire réformer, jouant notamment son propre rôle.
Il figure aussi dans l'avant-dernier film d'Orson Welles, Vérités et Mensonges (1973), à travers les extraits filmés par François Reichenbach et insérés dans le film de Welles.
Legros devait tourner un film intitulé La Mort fictive de Fernand Legros pour Les films du Saphir, avec Alain Payet et Richard Allan. Ce film ne vit jamais le jour, Legros n'ayant pas mis sa signature en bas du contrat[réf. nécessaire]. Ce film a été tourné, monté, mais jamais diffusé.
Il inspira également le personnage d'Endaddine Akass (littéralement « et ça dans ton armoire ! » en dialecte bruxellois, ce qui signifie, dans une joute verbale, « ça t'en bouche un coin ! »), le méchant dans l'album inachevé Tintin et l'Alph-Art, par Hergé.

## Stratagèmes de fraude
Fernand Legros possédait un don de persuasion et un charisme qui l'aidaient à piéger ses victimes. Mais il utilisait également quelques stratagèmes pour mieux écouler ses copies.
- Il vendait d'abord des toiles authentiques à des clients pour les mettre en confiance, avant de leur refiler ensuite des faux.
- En 1963, du 17 octobre au 30 novembre, il organise une exposition de Raoul Dufy dans les salons d’un grand hôtel parisien, les galeries de Pont-Royal, grâce à des prêts de collectionneurs. Les œuvres étaient authentiques et n’étaient pas à vendre. Un catalogue est imprimé et le vernissage est un succès. Mais durant la nuit, les toiles authentiques sont remplacées par des faux.
- Il demandait à un complice de dénoncer à la douane américaine le fait qu'il importait en fraude des toiles de maître. Arrêté à l'aéroport, il prétendait qu'il s'agissait de faux (ce qui était effectivement le cas). La douane faisait alors venir des experts qui déclaraient au contraire les toiles comme étant authentiques. Legros payait alors les taxes dues pour des originaux non déclarés, mais il pouvait ensuite présenter à ses acheteurs le récépissé de la douane faisant office de certificat d'authenticité[11]. Il multipliait ainsi grandement ses bénéfices par rapport à l'amende payée.
- Il fait authentifier par Van Dongen lui-même un faux tableau de lui, profitant de l'âge avancé du peintre et de sa mémoire défaillante[9].

## Publication
- Fernand Legros, Fausses histoires d'un faux marchand de tableaux (couverture : Portrait de Fernand Legros par Robert Nicoïdski), Albin Michel, 1979. [présentation en ligne]

### Documentaire
- Laurent Bergers, La vie extraordinaire de Fernand Legros, roi des faussaires, diffusé le 12 novembre 2017 sur Arte.